# Hyundai Tiburon
Hyundai Coupé або Hyundai Tiburon — це спортивні купе, що виробляються концерном Hyundai Motor Company з 1996 року.

## Hyundai Coupé RD (1996-2002)

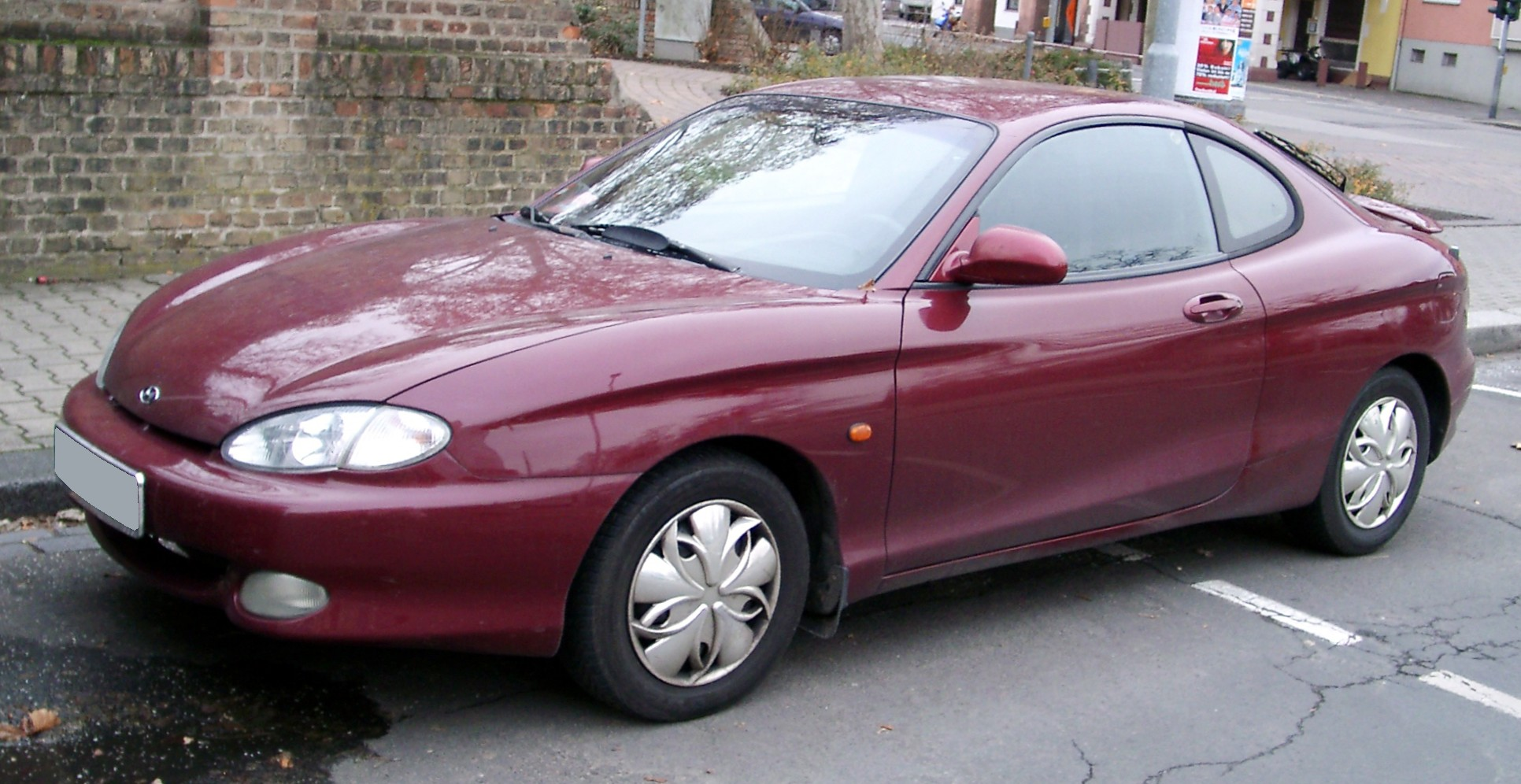
Hyundai Coupé 1 (1996-1999)

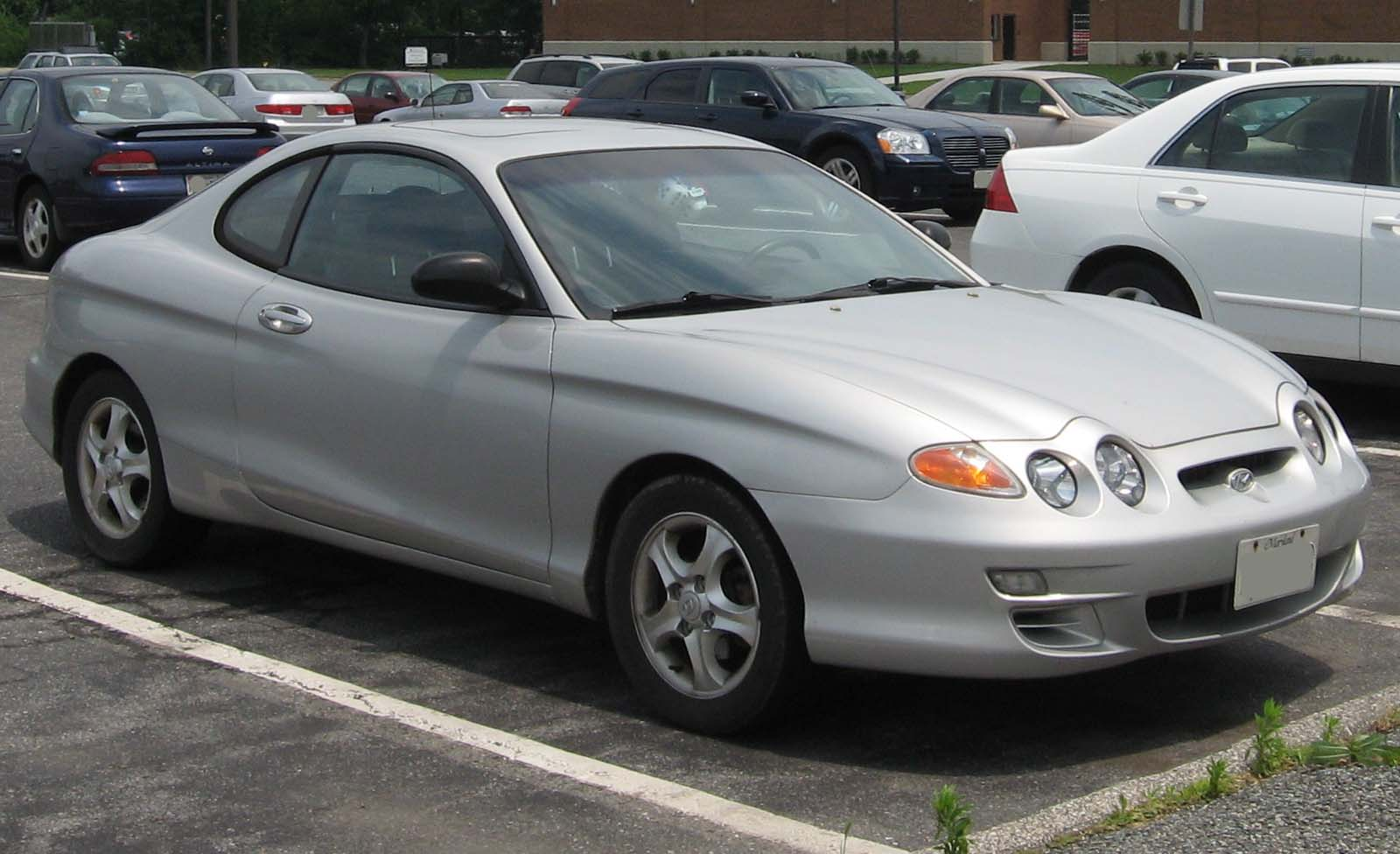
Hyundai Tiburon 1 (1999-2002)

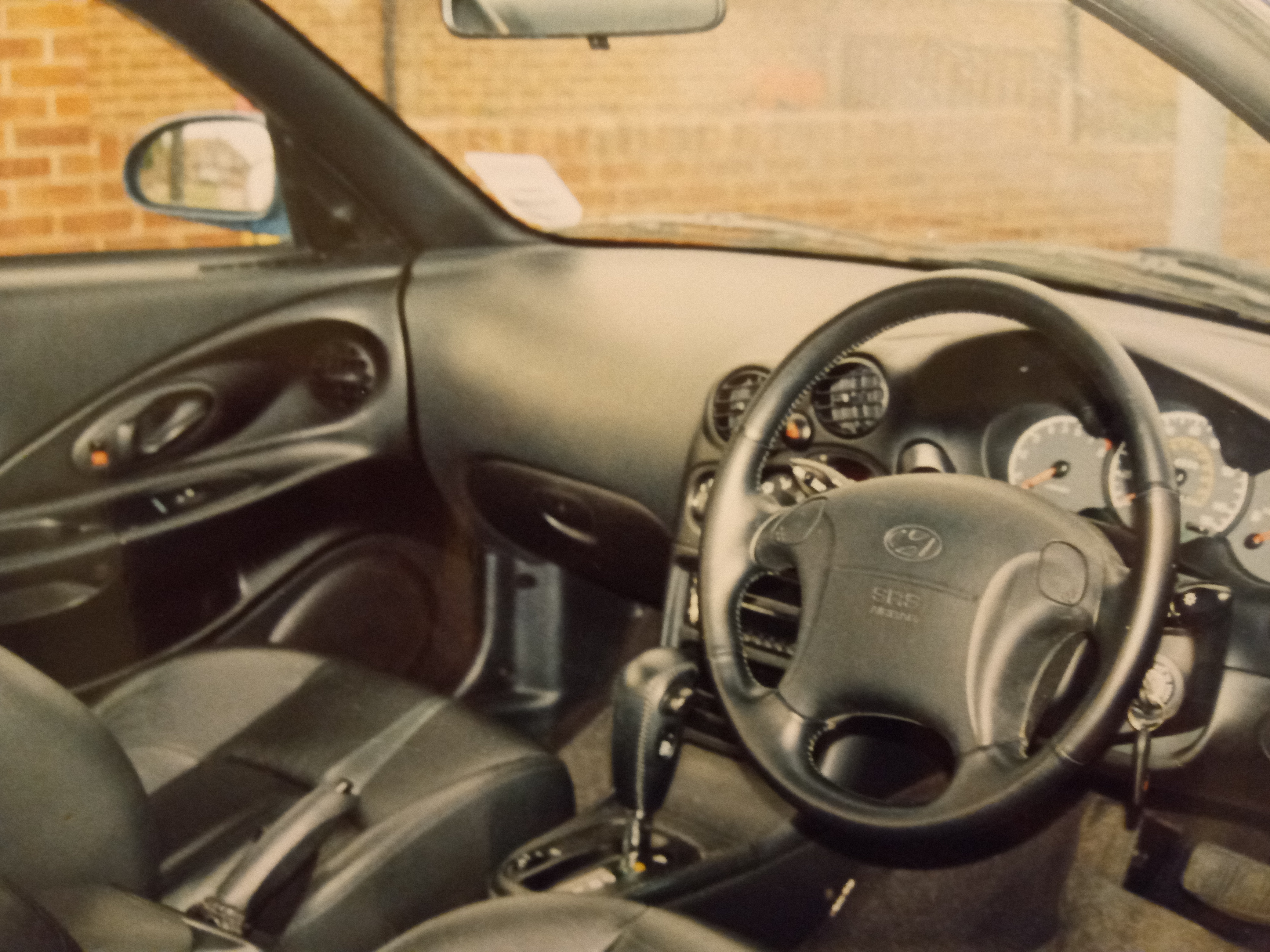

Hyundai Coupe в цьому кузові вперше зійшов з конвеєра в кінці 1996 року і був доступний для продажу в декількох країнах з двигунами 1,6 і 1,8 л. У Сполучених Штатах, Tiburon вперше був запропонований покупцям в 1997 році. Автомобіль оснащувався двигуном від іншої моделі Hyundai - Elantra. (1,8 л версія видавала потужність в 130 к.с. (97 кВт)).
Наступні моделі, які отримали префікс FX комплектувалися дволітровими моторами з чотирма циліндрами, потужність яких становила вже 140 л.с. (104 кВт). Розгінна динаміка цього мотора через низький ваги машини (всього близько 1150 кг) була досить пристойною - 8,3 с до 100 км/год.
З 1998 року на «Тібурон» перестали ставити старі 1,8 л двигуни, давши обом версіями моделей оновлений 2,0 літровий двигун. Версії Tiburon виготовлені в період з 1996 по 2002 рр. так само відомі як "RC" Tiburons. Існували різні варіанти, з або без ABS, 2-ма подушки безпеки, шкірою, люком на даху.
Журнал Auto Motor Und Sport в 1996 році на своїх сторінках розповів, що підвіска «Тібурон» розроблялась спільно з фахівцями з Porsche. Журнал описав результат праці як "найкраще поєднання комфорту, зчеплення з дорогою і відчуття спортивності серед авто цього класу".

### Двигуни
- 1.6 л Р4 (111 к.с.)
- 1.8 л Р4 (130 к.с.)
- 2.0 л Р4 Beta I DOHC (140 к.с.)

## Hyundai Coupé GK (2002-2009)

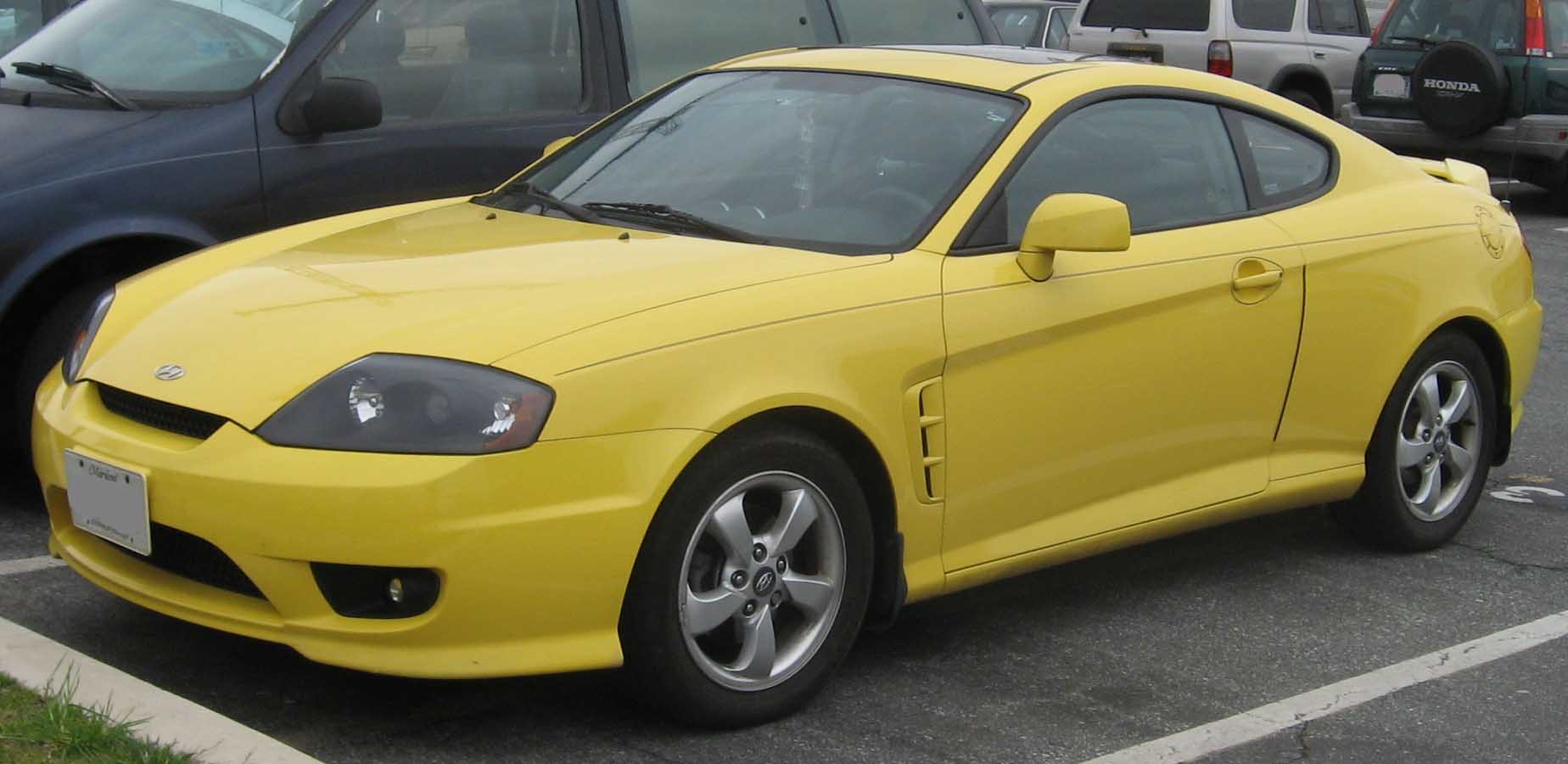
Hyundai Tiburon 2 (2002-2005

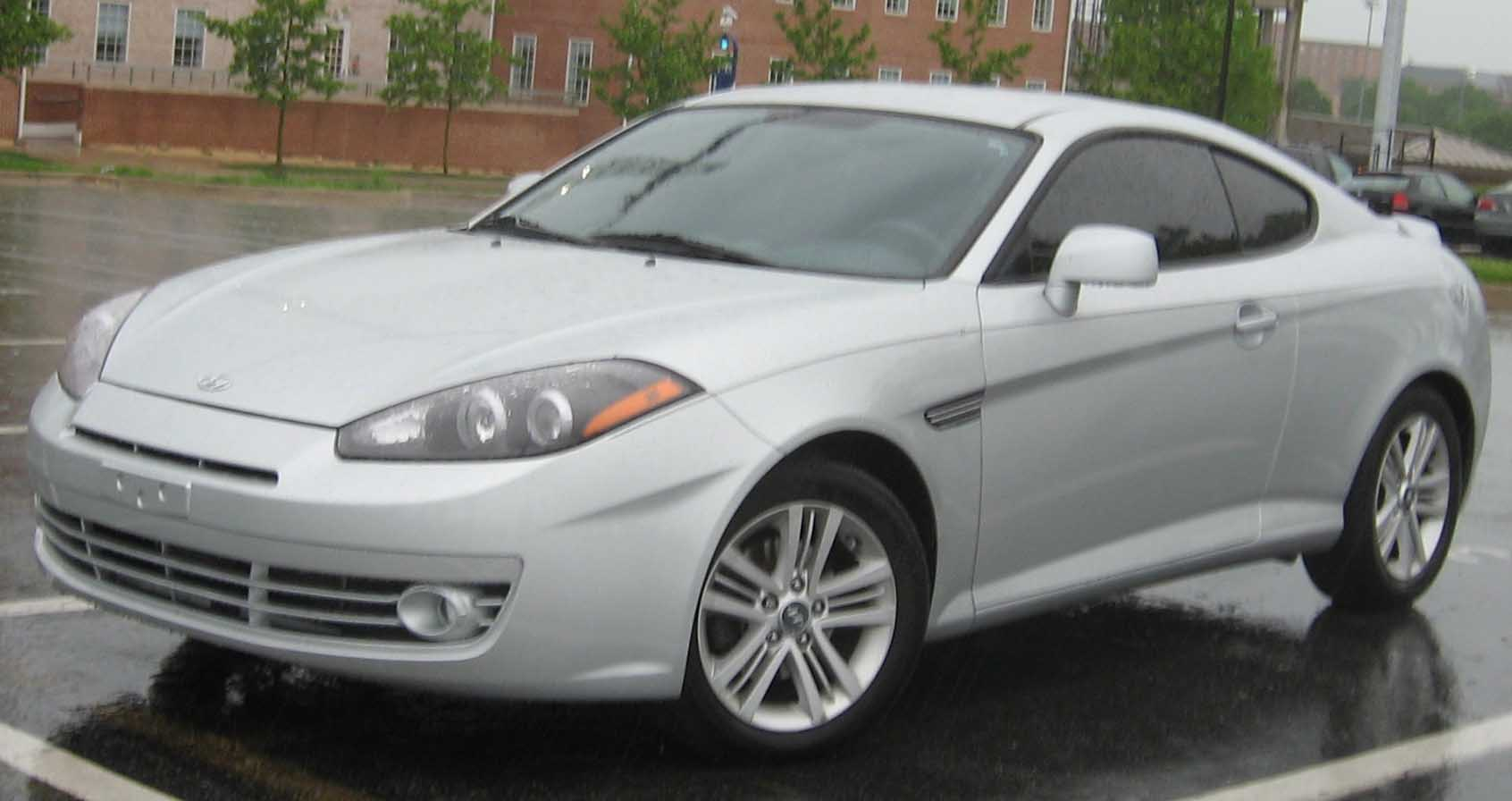
Hyundai Tiburon 2 (2005-2009)

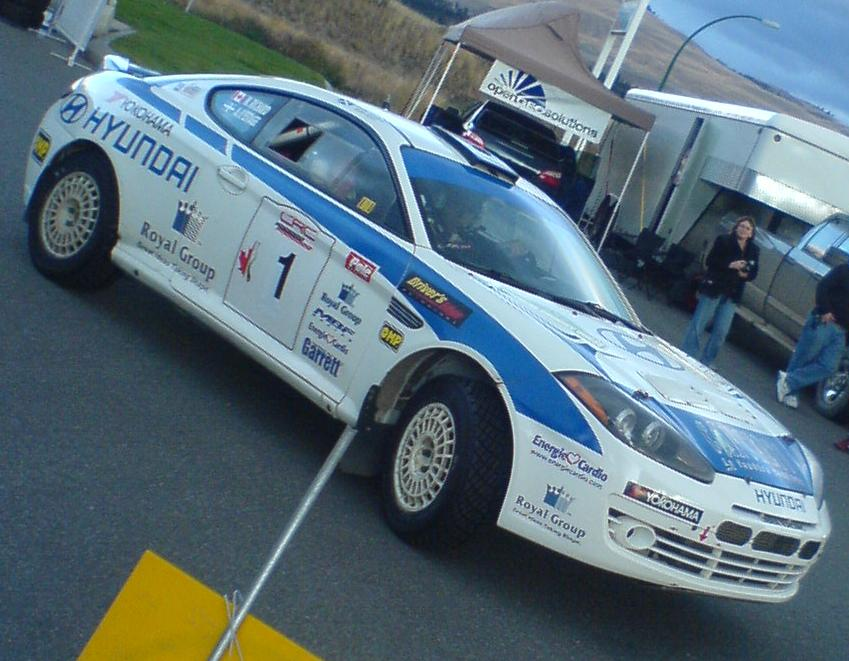
Hyundai Tiburon 2 в ралі

Друге покоління Hyundai Tiburon побачило світ у 2002 році. Основою для створення перших версій послужили Hyundai Lantra і Hyundai Sonata. Руку до створення автомобіля доклали представники Porsche, від яких купе отримало підвіску та елементи рульового механізму. У спробі зберегти сучасний зовнішній вигляд автомобіля, виробник неодноразово вдавався до оновлень. Так, моделі 2007 року, отримали більш яскраву зовнішність завдяки новому капоту, переднім крилам, бамперам та хвостовим вогням. 
Купе представлено у GS, GT та GT Limited комплектаціях. 
Модель SE вважається спортивною альтернативою. З роками база автомобіля поступово збільшувалась. На даний момент стандартним обладнанням вважається: моніторинг тиску у шинах, передні та бокові подушки безпеки, аудіосистема Kenwood на шість динаміків, вікна з електроприводом, 16-дюймові литі диски коліс, кондиціонування повітря, центральний замок та функція підігріву бічних дзеркал. 
Лімітована TS версія отримала: блакитне забарвлення кузова, люк з електроприводом, перфоровані шкіряні сидіння та спеціальне маркування. Моделі з V6 двигуном постачаються з 17-дюймовими литими дисками коліс, шкіряною обшивкою та заднім спойлером. 
До базових елементів безпеки відносяться: антиблокувальна гальмівна система, система розподілу гальмівних зусиль, натяжителі ременів безпеки та система контролю стійкості.

### Двигуни
- 1.6 л Р4 (105 к.с.)
- 2.0 л Р4 Beta II CVVT (143 к.с.)
- 2.7 л V6 Delta (172 к.с.)